# 箕輪ダム
箕輪ダム（みのわダム）は、長野県上伊那郡箕輪町、一級河川・天竜川水系沢川に建設されたダム。高さ72メートルの重力式コンクリートダムで、洪水調節・不特定利水・上水道を目的とする、長野県営の多目的ダムである。ダム湖（人造湖）の名はもみじ湖（もみじこ）という。

## 歴史
天竜川の支流・沢川は、守屋山（もりやさん、標高1,650メートル）に端を発する延長16.8キロメートル、流域面積50.4平方キロメートルの一級河川である。清流とうたわれる沢川であったが、梅雨や台風などの影響で発生した大雨により沿岸部では古くから水害に悩まされていた。また、この地域では水道用水として主に地下水を利用していたが、高速道路が開通し都市発展による水需要の増加が予想されていたことから水資源の確保が求められた。長野県は治水・利水を目的に沢川上流部にダム建設を計画。1972年（昭和47年）度より予備調査を開始し、1974年（昭和49年）度には実施計画調査に着手。建設工事は1980年（昭和55年）度に着工し、1992年（平成4年）度に完成した。同年度には箕輪浄水場を始めとする上水道供給設備も運用を開始。箕輪町・南箕輪村・伊那市・宮田村・駒ヶ根市の5市町村、5万人に水道水を供給している。

## 周辺
中央自動車道・伊北（いほく）インターチェンジより国道153号を南下すると、「松島」交差点付近で箕輪ダムへの道を示す看板が見えてくる。沢川に沿うようにして長野県道442号諏訪箕輪線を上流に向かうと、途中何箇所か箕輪ダムへの道しるべがあるので、これに従って進むとやがて箕輪ダムが見えてくる。
ダム湖はもみじ湖（もみじこ）と命名されている。周辺には大小13箇所の公園が整備されており、森林浴、サイクリング、キャンプ等を楽しめるようになっている。秋には一万本の木々が彩る紅葉が美しい。地元では毎年もみじ祭が催される。

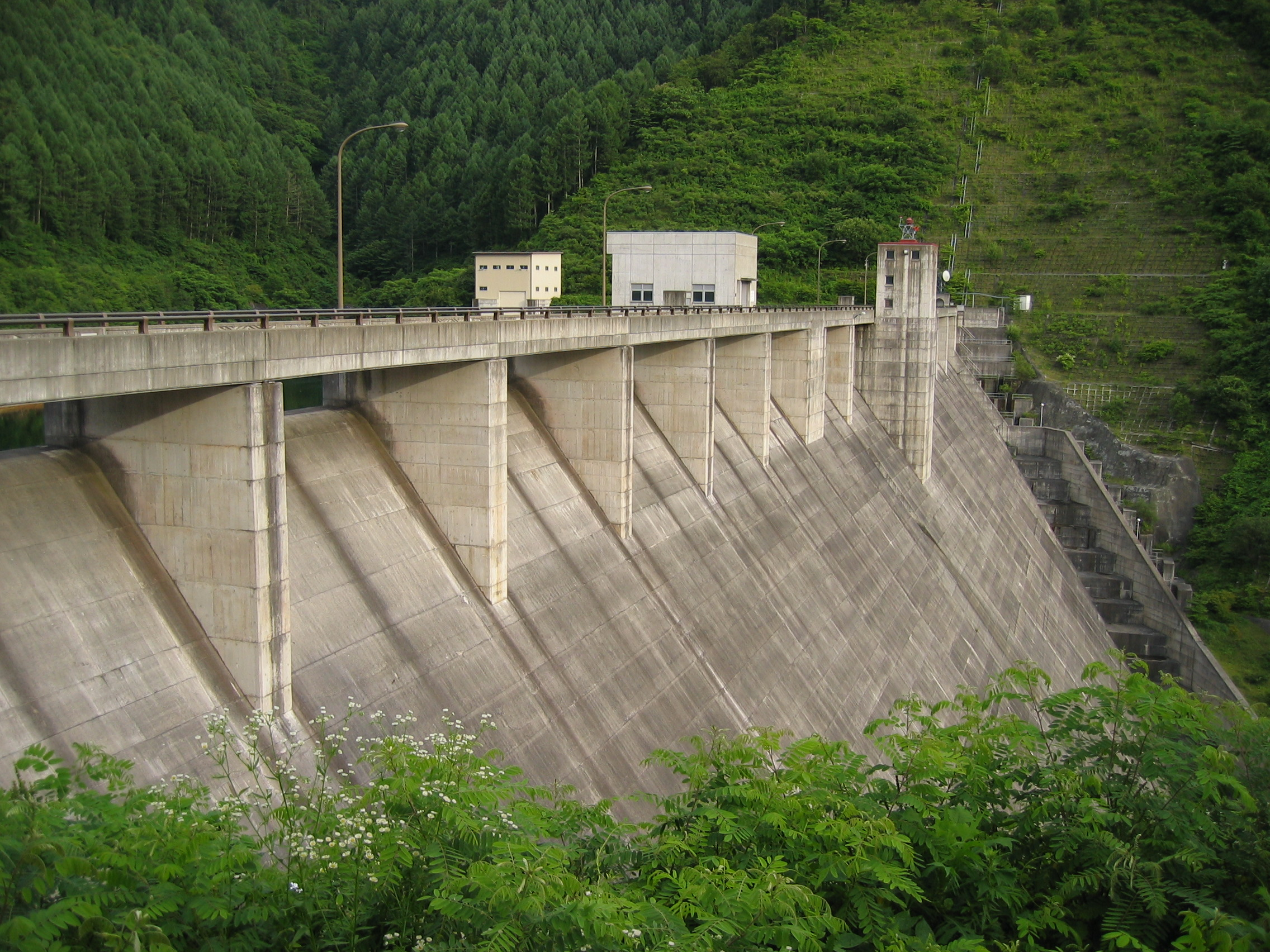
右岸より望む
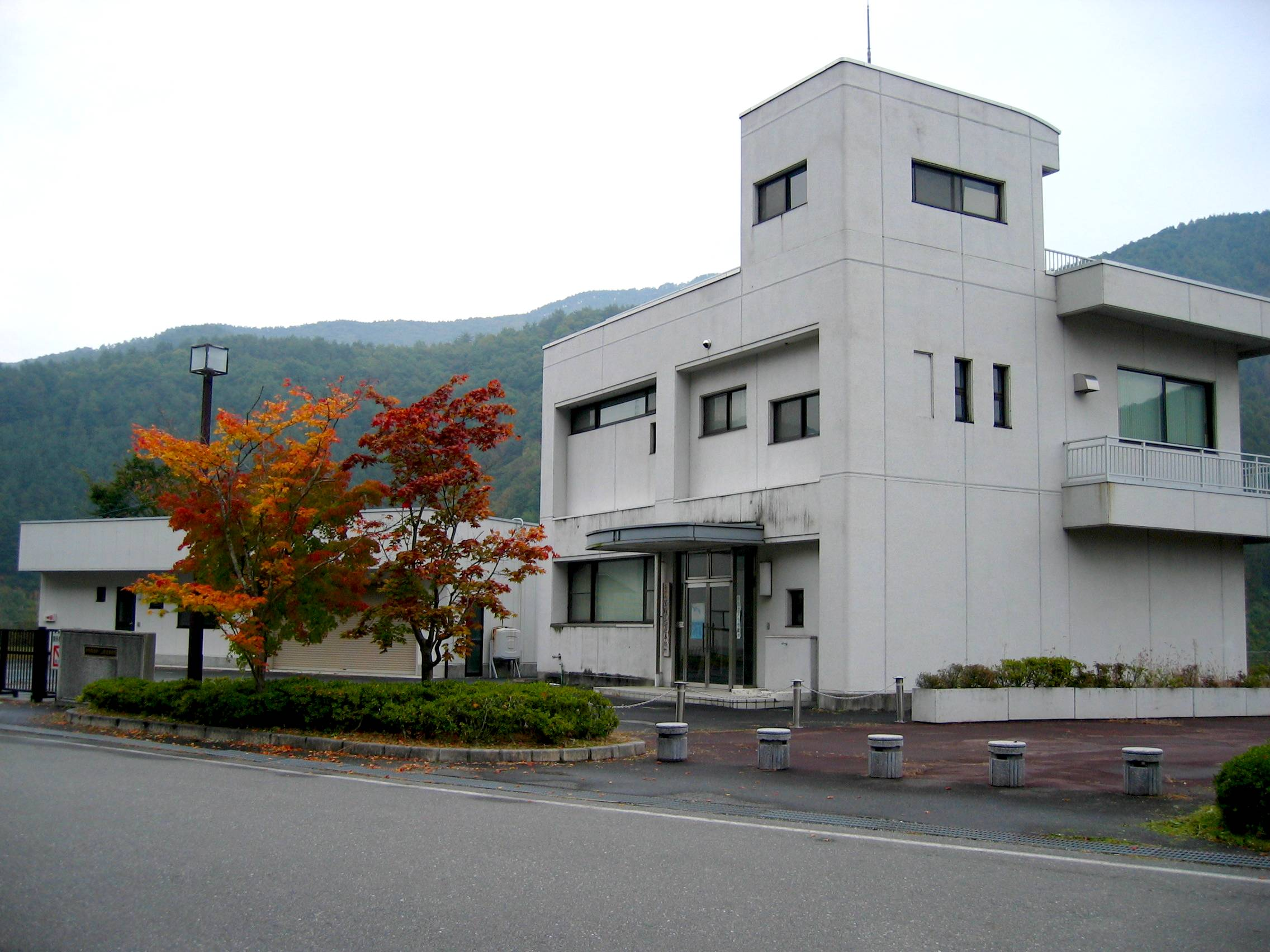
箕輪ダム管理事務所
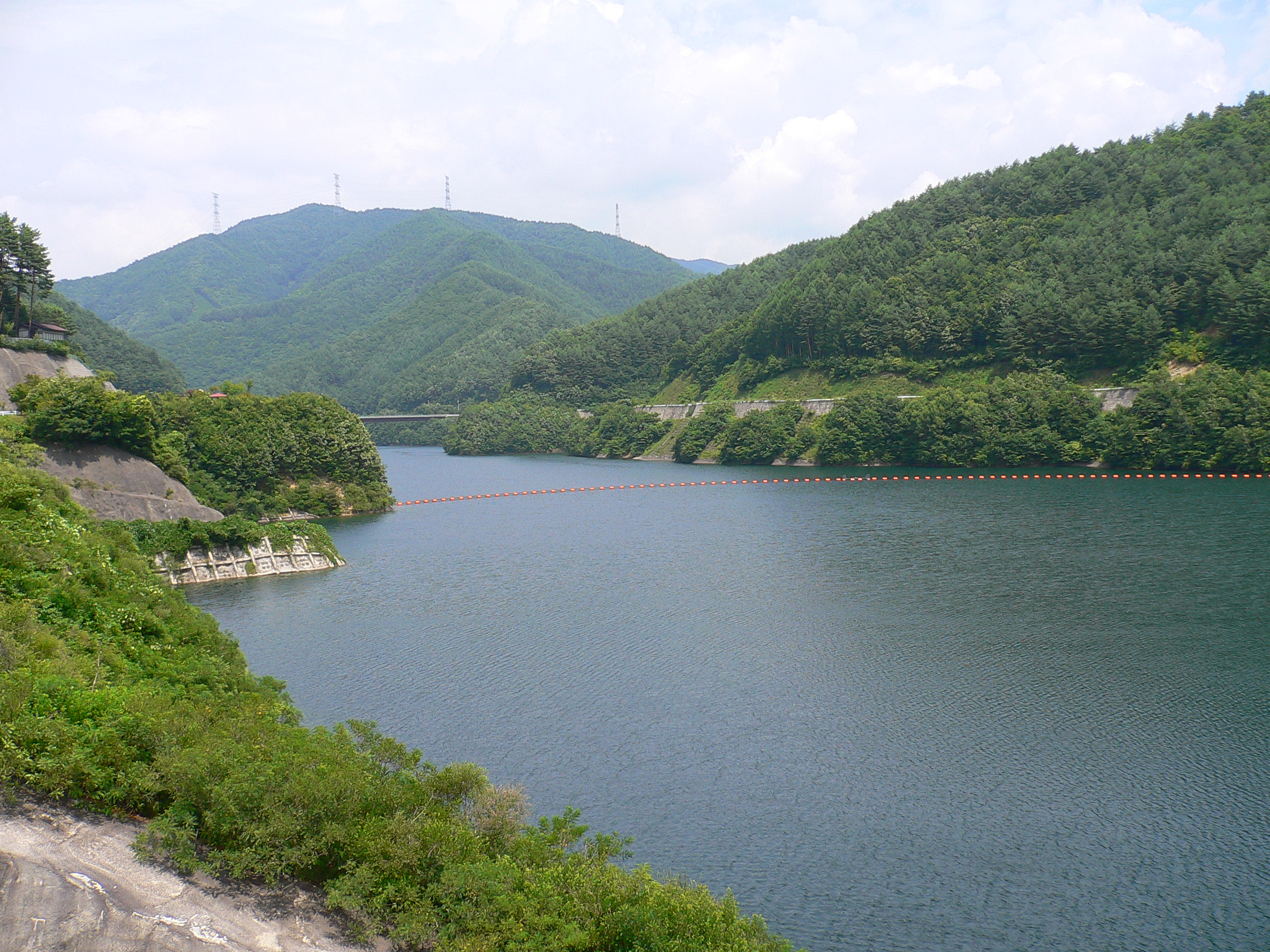
もみじ湖